# Condestável da Torre

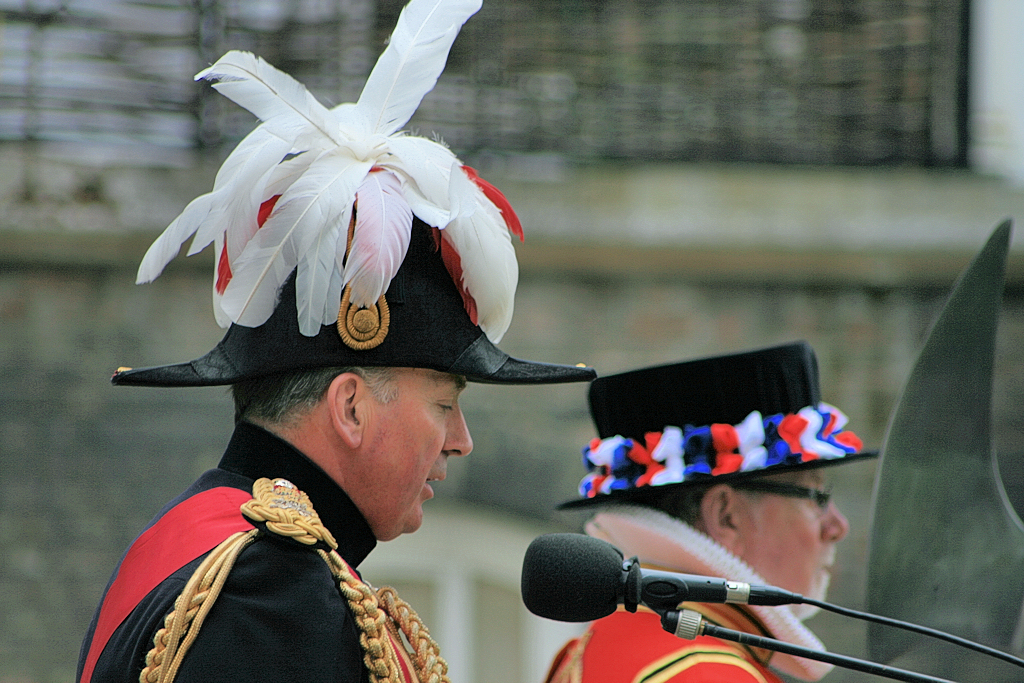

O Condestável da Torre é a nomeação mais antiga na Torre de Londres. Hoje, o Condestável é um papel cerimonial e envolve, principalmente, participar em cerimónias tradicionais dentro da torre, além de ser parte da comunidade que vive dentro da fortaleza. O cargo é atualmente ocupado pelo General Sir. Richard Dannatt GCB CBE MC, que assumiu o cargo em 1 de agosto de 2009. Ele é o Condestável 159. O número real dos policiais é incerto, mas 159 é o número obtido após uma estimativa, durante o século passado.
De acordo com os Regulamentos da Rainha para o Exército, o cargo de policial é conferida a um marechal de campo ou reformados oficial-general para um mandato de cinco anos. 